# Brännö
Pour les articles homonymes, voir Branno.
Brännö est une localité insulaire de Suède située dans la commune de Göteborg du comté de Västra Götaland. Elle couvre une superficie de 0,87 km2. En 2010, elle compte 708 habitants, et fait partie de l'archipel sud de Göteborg.